# Янів сир
Янів сир (латис. Jāņu siers) або кминний сир (ķimeņu siers) — кисломолочний сир з додаванням кмину, традиційна страва латиської кухні, готується до латиського свята сонцестояння Ліго.